# Operatie Ramrod 934
Operatie Ramrod 934 was een dubbele geallieerde luchtaanval op een Duitse Abwehr-basis van de Kriegsmarine tijdens de Tweede Wereldoorlog, op 28 mei 1944. De basis bevond zich in kasteel Ter Linden in Sint-Michiels (Brugge).

## Kasteel Ter Linden
Het kasteel Ter Linde dateerde uit de 17de eeuw en was in de handen van de adellijke familie de Briey. Het domein strekte zich uit over een grote oppervlakte en bevond zich midden een landbouwgebied. In de jaren voor de Tweede Wereldoorlog bevond de eigenaar, graaf Pierre de Briey, zich meestal in het buitenland en was het kasteel verhuurd aan een industrieel uit Roeselare. Toen op 10 mei 1940 Duitsland België binnenviel, nam de industrieel dienst in het leger en vluchtte zijn vrouw. Het kasteel bleef onbewoond achter, op een aantal personeelsleden na. Hierdoor werden er in de gebouwen opeenvolgend Belgische, Franse en Duitse soldaten ingekwartierd. In eerste instantie lagen er soldaten van de Wehrmacht, maar deze werden midden december 1940 vervangen door de Duitse Kriegsmarine.

## De Duitse Marinebasis
De nieuw aangekomen Duitsers vormden de voorhoede van de Marinepeilstelle Brügge. Deze basis hing rechtstreeks af van het Oberkommando der Kriegsmarine te Berlijn. Ze vormden een onderdeel van de Duitse Abwehr, de Duitse contraspionage. Het bouwen was een onderdeel van het aanleggen van de Atlantikwall.
Gedurende de eerste maanden werd het voorbereidende werk gedaan. De witte muren kregen een camouflagelaag, bomen werden geveld, wegen en paden aangelegd. Dan kon het echte werk beginnen voor Organisation Todt. De Duitsers lieten rondom de basis prikkeldraadversperringen zetten. Ze bouwden bunkers en antennemasten.
Het doel van de Marinepeilstelle Brügge was drieledig, namelijk peilen, afluisteren en decoderen.
In eerste instantie hield de basis zich bezig met het peilen van het geallieerd scheepvaartverkeer in de Noordzee, het Kanaal en soms de Atlantische Oceaan. Dit gebeurde via goniometrische radiopeiling. Als een schip een radioboodschap uitzond, werd in Ter Linden direct de sterkte en richting geregistreerd. Op hetzelfde moment werden andere peilcentra verwittigd, zodat men de locatie van het schip kon bepalen.
De basis gebruikte hiervoor de Adcockpeiler. De goniometer stond in een ondergrondse betonnen peilkamer, bedekt met een betonnen dekplaat. Boven de grond stonden vier antennemasten, elk tien meter hoog en kruisgewijs opgesteld. Daarnaast gebruikten ze ook het Guben-systeem, Hiervoor werd er gebruikgemaakt van evenwijdig gespannen draadantenne van 900 meter lengte.
In de basis werden ook geallieerde berichten opgevangen en waar nodig gedecodeerd. Hiervoor beschikten de Duitsers over de beste Amerikaanse toestellen. In eerste instantie was Ter Linden dus geen zendstation, maar wel een afluisterstation. Toch werd er ook een Duitse noodzender geïnstalleerd in 1943, voor het geval dat de andere communicatiemiddelen zouden wegvallen.
Het belang van het kasteel Ter Linden werd nogmaals onderstreept toen het in begin 1942 het hoofdkwartier werd van de Marinepeilabteilung Flandern. In totaal werkten er ruim 300 officieren en soldaten en een dertigtal Marinehelferinen.

## Het waarom van operatie Ramrod 934
Vanaf begin 1944 werd het duidelijker en duidelijker dat er grootscheepse militaire operaties op til waren. Het West-Europese luchtruim was volledig in de handen van de geallieerden. Dag en nacht vlogen de vliegtuigen over Nederland richting Duitsland om daar hun dodelijke lading te droppen.
De geallieerde staven hadden met het oog op de geplande landing in Normandië beslist om alle belangrijke bruggen, wegen – en spoorwegknooppunten in Noord-Frankrijk en België buiten gebruik te stellen. Maar het ontregelen van het spoor- en wegverkeer vormde maar een onderdeel. Naarmate de D-Day naderde, richtten de luchtaanvallen zich meer en meer op het Duitse radarnet. Alle Duitse installaties die het radioverkeer konden onderscheppen, waren de meest aangewezen doelen. Kasteel Ter Linden bevond zich zelfs bij de 42 als belangrijk geachte radarstations die werden gebombardeerd in de week voor D-day.

## Operatie Ramrod 934
De voorbereiding voor de luchtaanval begon op 10 april. Toen werd een verkenningsvlucht gedaan boven Gent, Ursel, Maldegem, Brugge en Zeebrugge. Op de genomen foto's was de basis goed te zien. In het bevel dat de bevelhebbers op de dag van de aanval meekregen was ook expliciet vermeld dat niet enkel zo veel mogelijk materiële schade moest toegebracht worden, maar dat ook zo veel mogelijk van de gespecialiseerde bemanningsleden van de basis moesten gedood worden. Dit is ook duidelijk aan het tijdstip van de eerste aanval. Het moment dat de meeste soldaten aan het eten waren in houten barakken.
Het eerste bombardement startte om 12:18 en gebeurde van oostelijke naar westelijke richting. De eerste golf gebeurde volgens het Amerikaanse principe van area of carpet bombing. De tweede golf was volgens het Britse precision bombing.
Hoewel het eerste bombardement de basis buiten werking had gesteld, volgde er een tweede bombardement. Het kasteel zelf stond nog overeind, dus hadden de geallieerden geen idee of hun missie was gelukt. Het tweede bombardement vloog nu van het zuidwesten naar het noordoosten. De verwoesting was compleet. De linkervleugel van het kasteel lag plat en alle antennemasten waren vernietigd.
Na de verwoesting van de basis werd de functie ervan overgenomen door het kasteel Groenenberg te Vlezenbeek. In het kasteel ter Linde werd getracht om zo veel mogelijk geheime documenten en materiaal, waaronder een Enigma M-machine te redden. Maar uiteindelijk besloot men uit veiligheidsoverwegingen de bunkers in brand te steken, en zo de rest van de papieren te vernietigen.
Operatie Ramrod 934 was over en geslaagd. Acht dagen later landden de geallieerden in Normandië.